# Cecilia Strada
Cecilia Strada (ur. 12 marca 1979 w Mediolanie) – włoska działaczka społeczna, w latach 2009–2017 prezes organizacji charytatywnej Emergency, posłanka do Parlamentu Europejskiego X kadencji.

## Życiorys
Jej rodzicami byli Gino Strada i Teresa Sarti Strada. Z wykształcenia socjolog, kształciła się na Uniwersytecie w Mediolanie-Bicocca. W 2009 zastąpiła swoją zmarłą matkę na funkcji prezesa organizacji charytatywnej Emergency, którą zarządzała do 2017. Później podjęła pracę w dziale komunikacji w organizacji pozarządowej ResQ – People Saving People. Opublikowała m.in. książkę La guerra tra noi (2017). Za działalność społeczną w 2018 otrzymała nagrodę Premio Nazionale Cultura della Pace.
W 2024 została główną kandydatką Partii Demokratycznej w wyborach europejskich w jednym z okręgów. W wyniku głosowania z czerwca 2024 uzyskała mandat posłanki do Europarlamentu X kadencji.

## Życie prywatne
Jej mężem został dziennikarz Maso Notarianni, z którym ma syna. W 2021 ujawniła się jako osoba biseksualna.